# Ste-Marie (Alet-les-Bains)

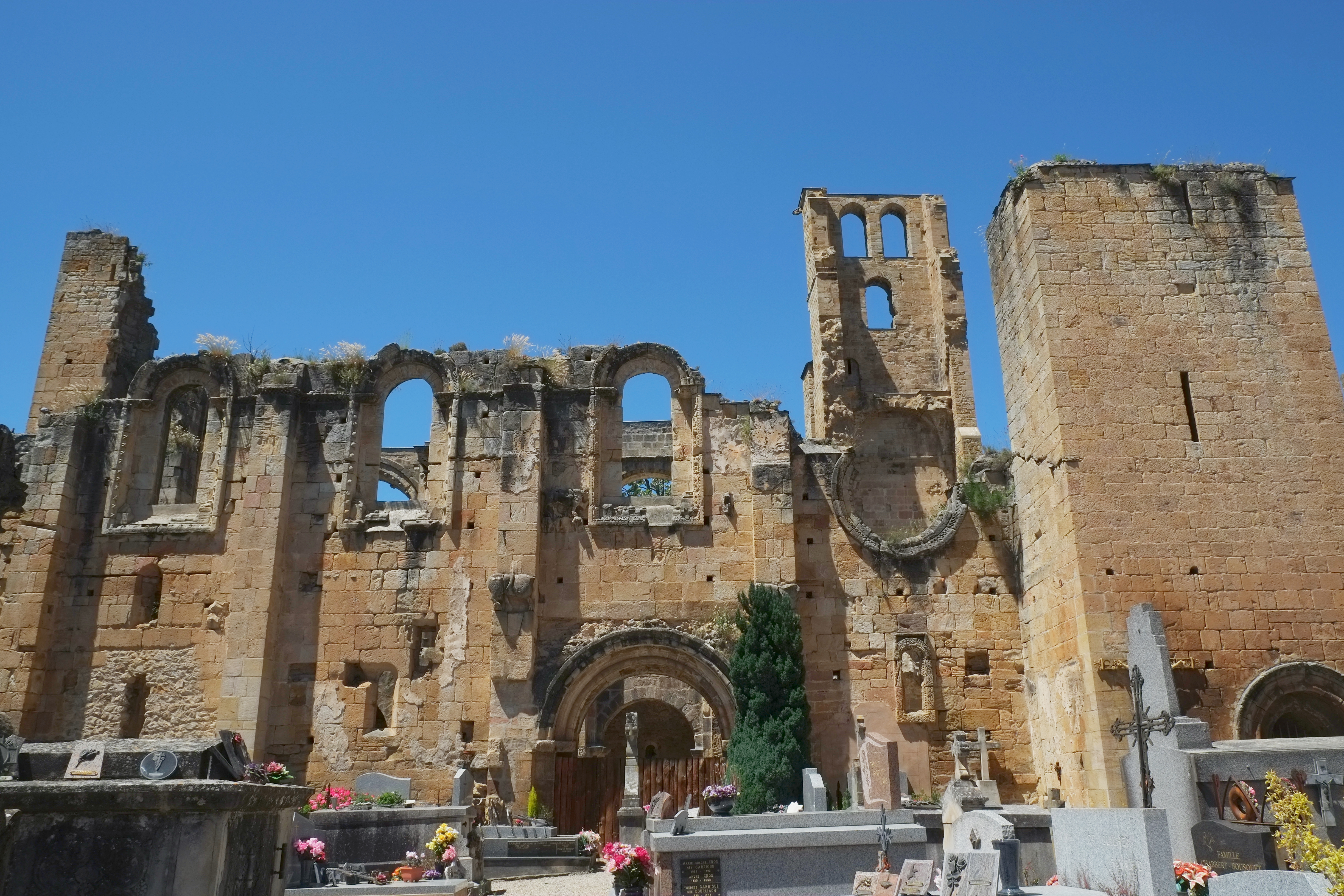
Kirchenruine Sainte-Marie in Alet-les-Bains

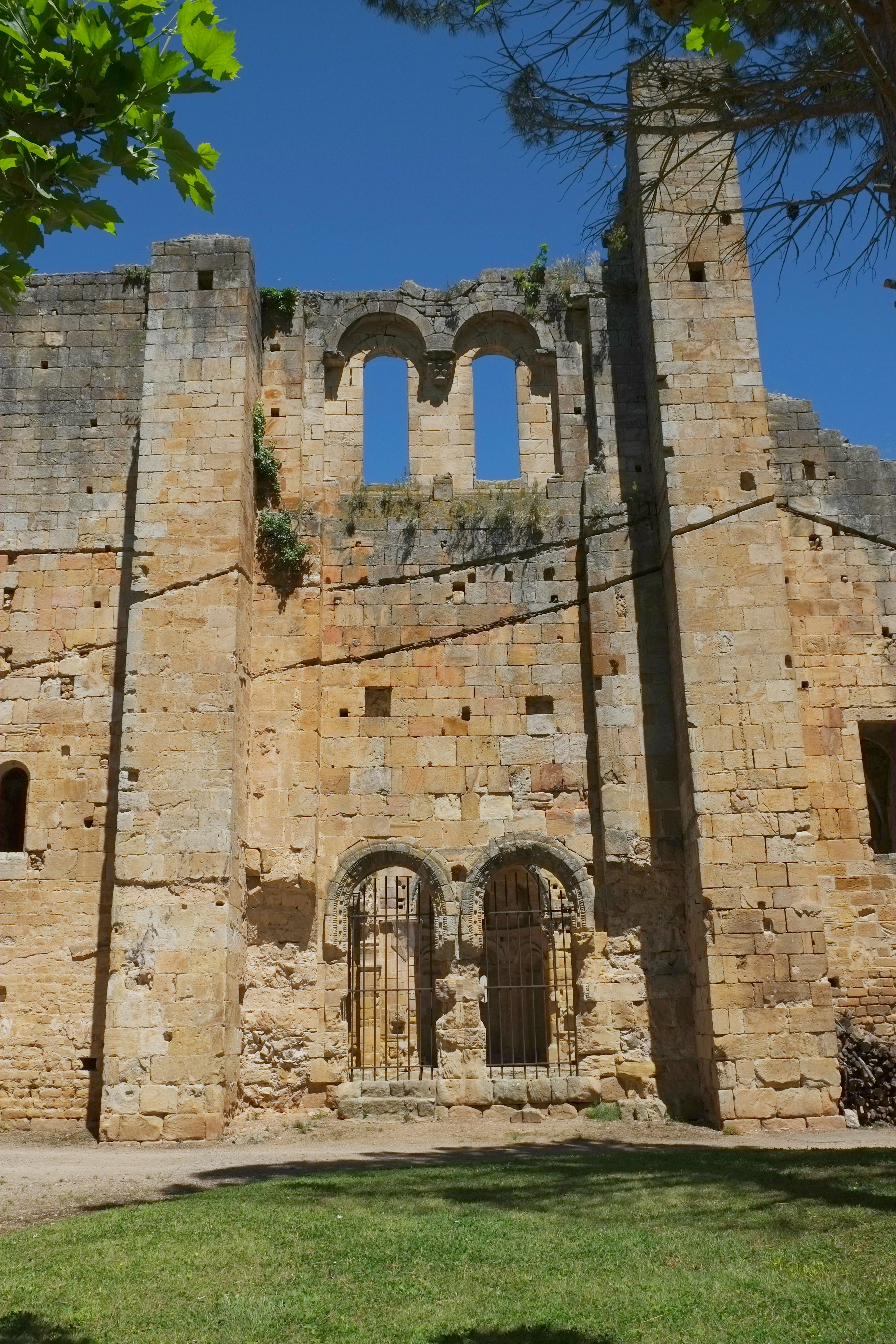
Kirchenruine

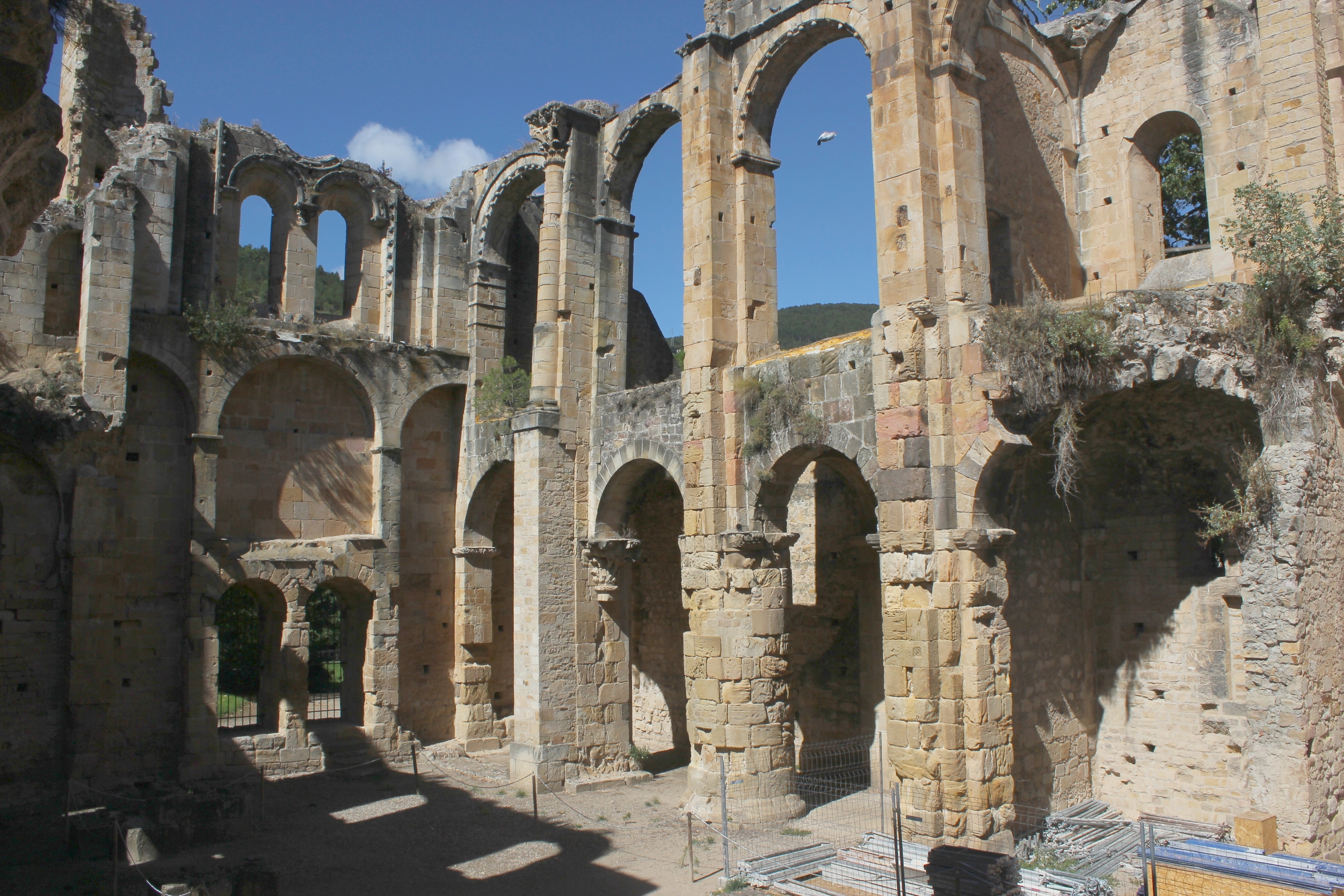
Kirchenruine

Die ehemalige Abteikirche und Kathedrale Sainte-Marie in Alet-les-Bains, einer Gemeinde im Département Aude in der französischen Region Okzitanien, ist heute nur noch als Ruine erhalten. Sie wurde in zwei Bauphasen, Ende des 11. und in der zweiten Hälfte des 12. Jahrhunderts, errichtet. 1862 wurde die Kirchenruine in die Liste der Monuments historiques aufgenommen.

## Geschichte
Die Ursprünge des Benediktinerklosters von Alet-les-Bains liegen im Dunkeln. Eine Urkunde, nach der die Abtei von Alet im Jahr 813 von Berà, dem Grafen von Barcelona, gegründet wurde, wird als Fälschung gewertet. Für das Jahr 970 ist ein Abt namens Benoît belegt, der auch Abt des nahegelegenen Klosters von Saint-Hilaire war. 1050 wird Grégoire Gérald als Abt erwähnt. Unter ihm wurde das Kloster in der Auseinandersetzung mit den Grafen von Carcassonne verwüstet.
In der Mitte des 11. Jahrhunderts kamen zahlreiche Pilger nach Alet, um eine Kreuzreliquie zu verehren, in deren Besitz die Abtei gelangt war. Im Jahr 1096 hielt sich Papst Urban II. in Alet auf. Im Anschluss an seinen Besuch wurde mit dem Bau der Kirche begonnen.
1318 erhob Papst Johannes XXII. Alet zum Bistum, vermutlich als Gegengewicht zu den Festungen der Katharer in diesem abgelegenen Gebirgstal. Unter den Bischöfen Guillaume d'Alzonne de Marcillac (1333–1335) und Arnaud de Villard (1363–1385) wurde der gotische Chor errichtet. 1531 wurde das Kloster durch Papst Clemens VII. aufgehoben. Danach wurde das einstige Abtsgebäude als Bischofssitz genutzt.
Während der Hugenottenkriege erlitt die Abtei schwere Schäden. 1577 wurde ein Teil der Gebäude zerstört. Bis 1789 nutzten die Bischöfe das Refektorium als neue Kathedrale, die sie dem heiligen Benedikt weihten. 1792 wurde das Bistum aufgehoben und die meisten der noch vorhandenen Gebäude abgerissen. Der gotische Chor wurde als Nationalgut verkauft. Alet wurde dem Bistum Carcassonne zugeschlagen.

## Architektur
Das dreischiffige Langhaus war in sechs Joche gegliedert. Die Querschiffarme, von denen nur noch der nördliche erhalten ist, ragten kaum über das Langhaus hinaus. Von den beiden Türmen, dem Turm Saint Michel im Norden und dem Turm Notre Dame im Süden, sind nur noch Reste erhalten. Die Kirche ist mit einem reichen, von der Antike inspirierten Skulpturenschmuck ausgestattet. Die Fenster sind von breiten Steinrahmen mit skulptiertem Rankenwerk eingefasst und wie die Portale mit Halbkugeln verziert. Kämpfer und Kapitelle sind mit Eierstab, Perlschnur und stilisierten Blättern versehen. In der Südfassade sind wiederverwendete Skulpturen verbaut, ein Stier, eine auf einem Löwen reitende Person und eine Wildkatze.

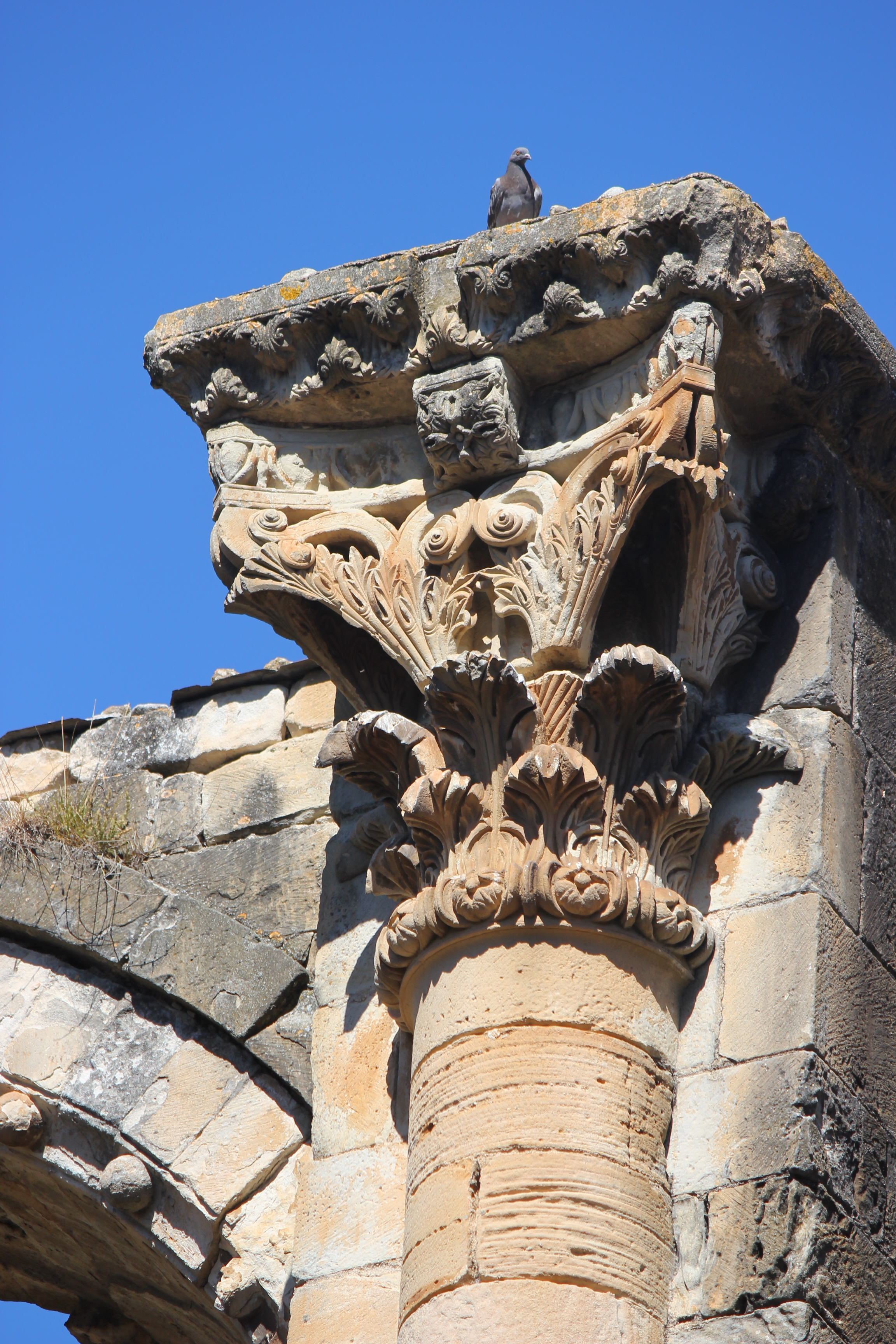
Kapitell
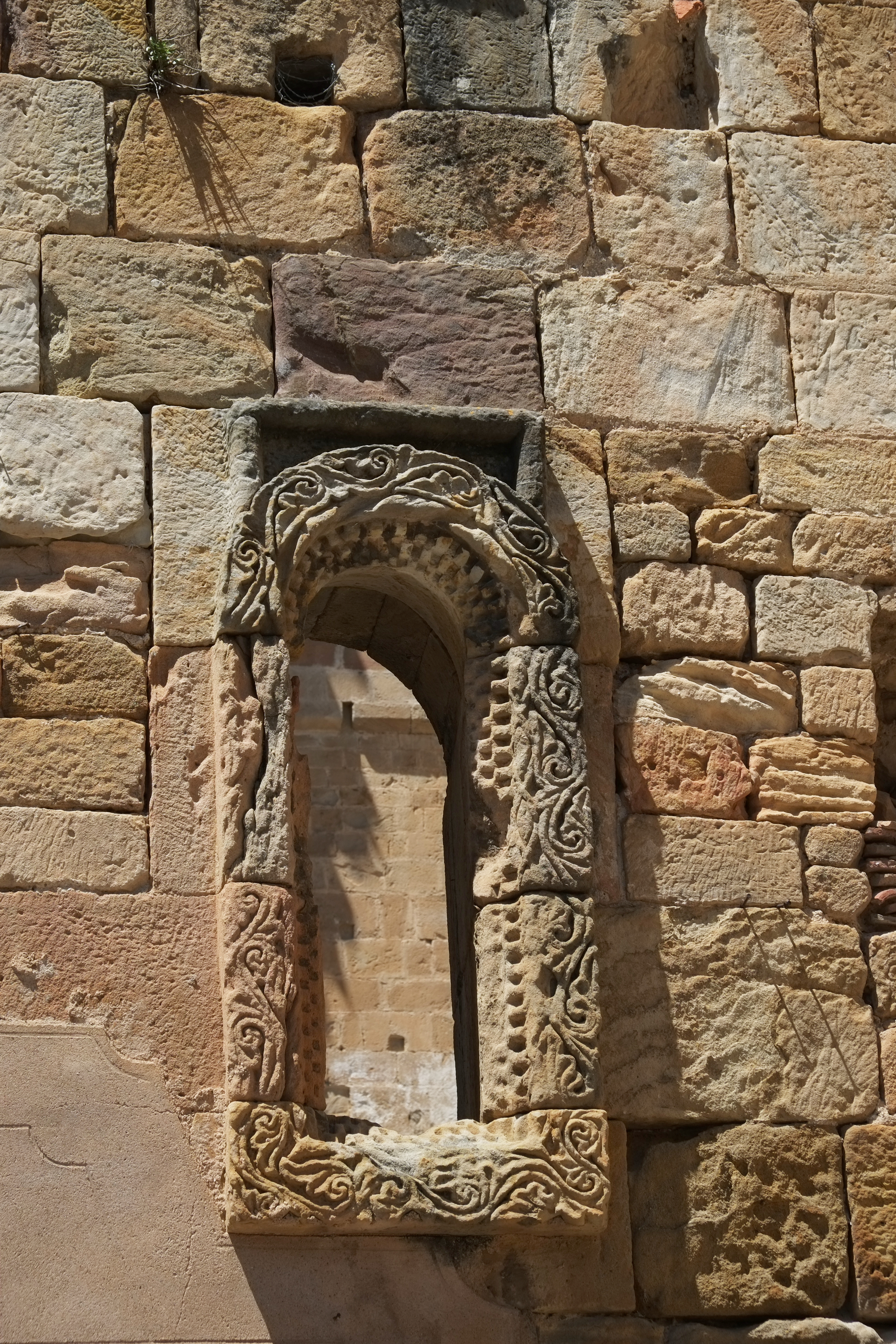
Fenster mit Steinrahmen
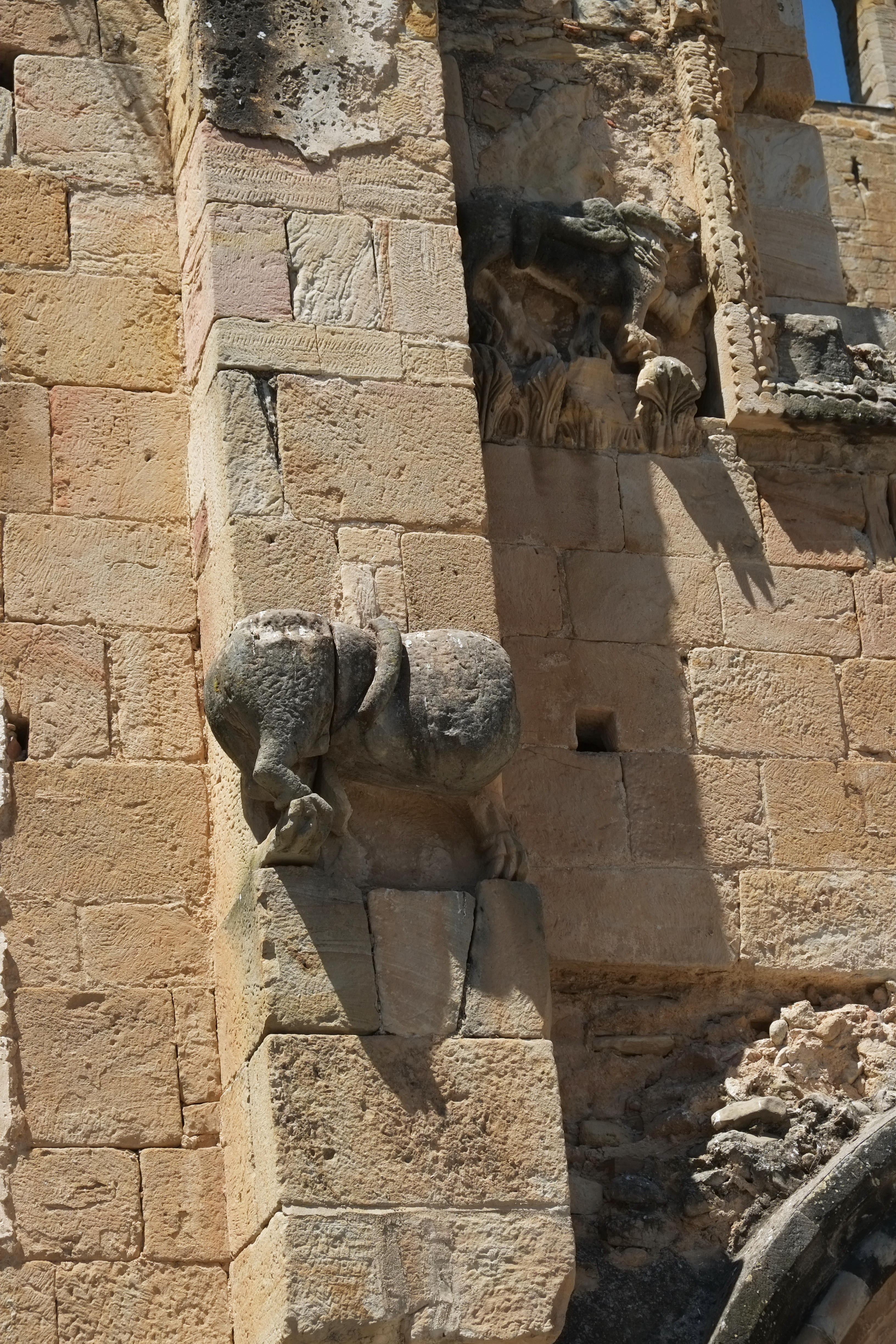
Löwe
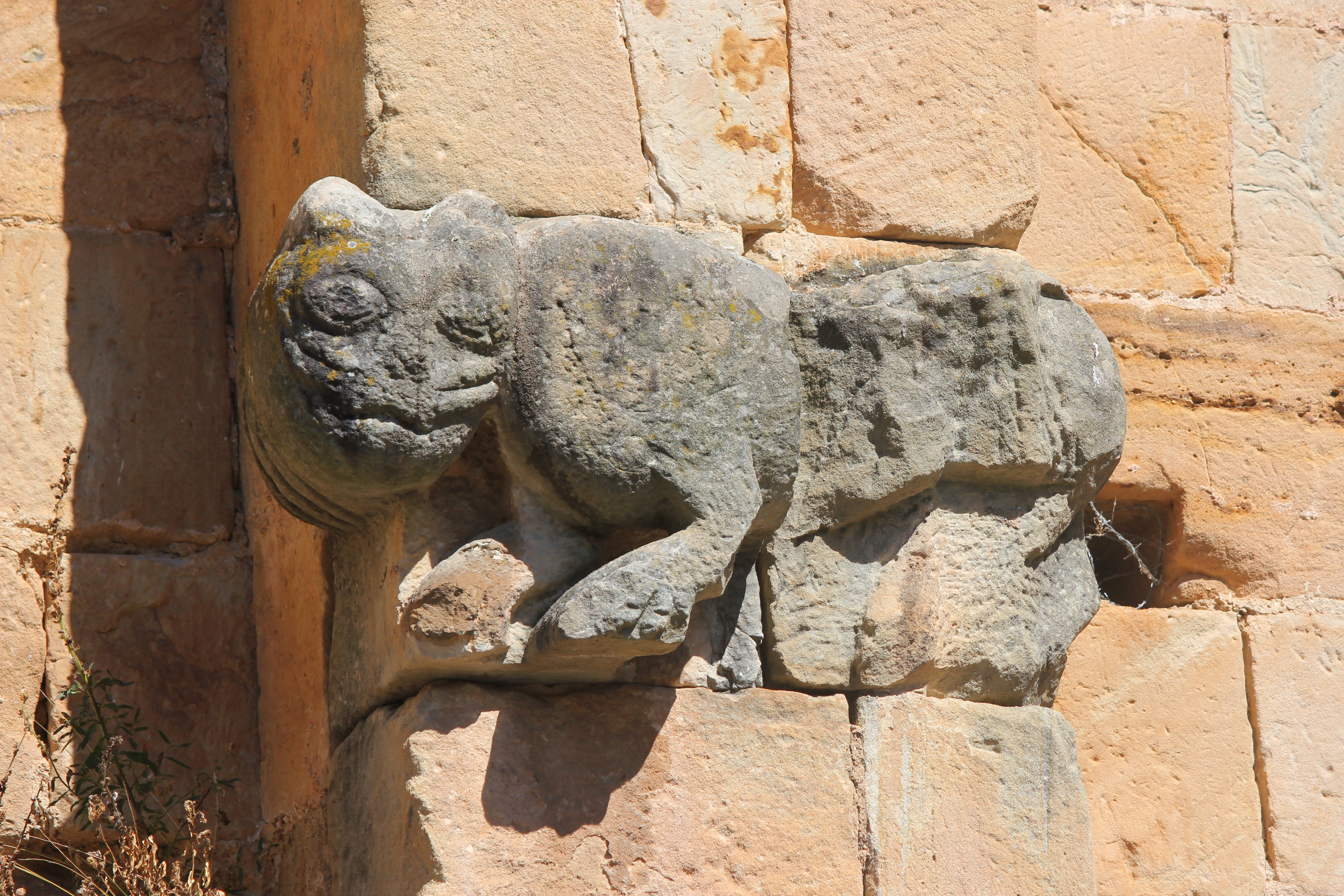
Wildkatze

### Apsis

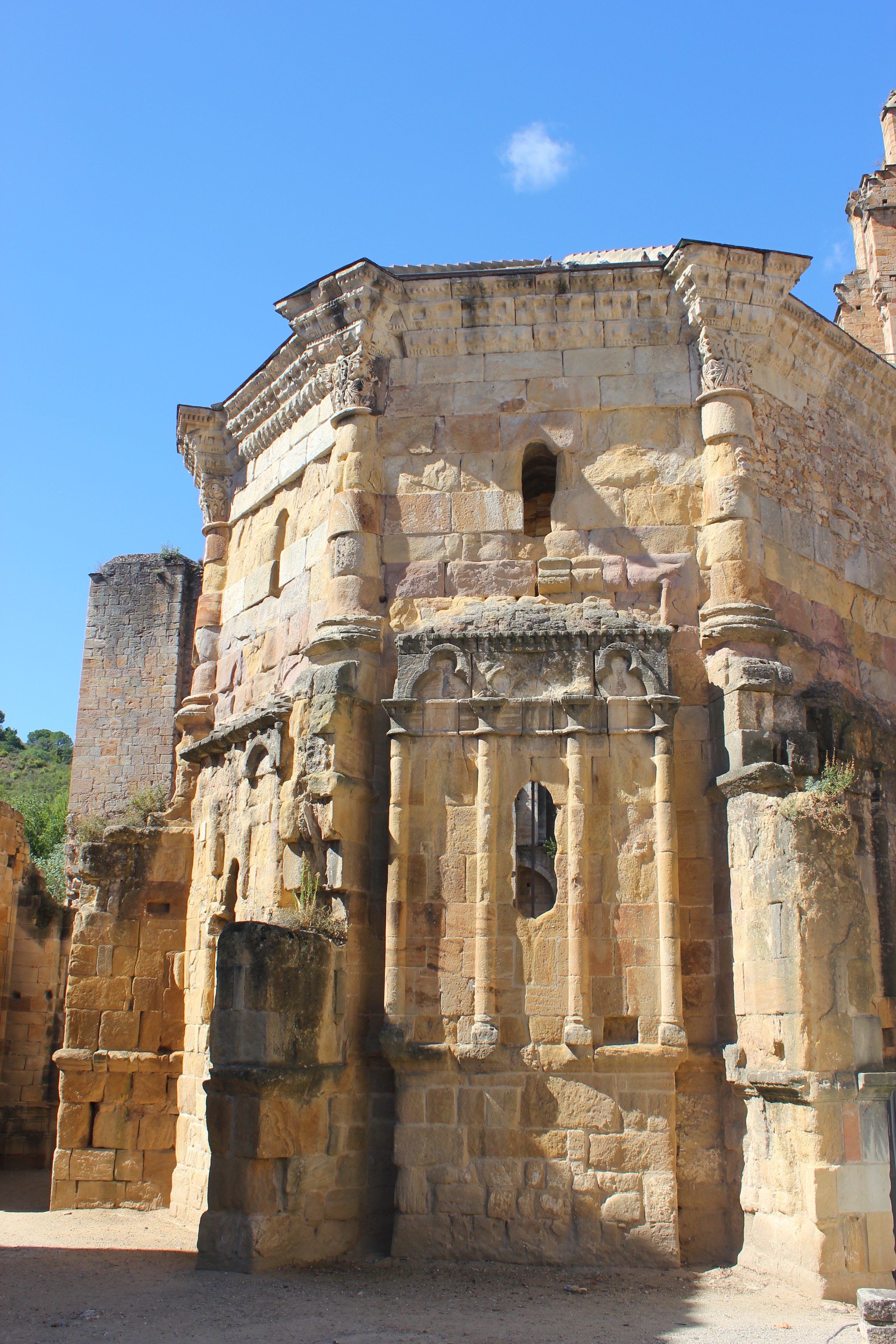
Apsis

Die Apsis stammt noch aus romanischer Zeit. Sie wird von einer Apsiskalotte gedeckt. Ein mit Perlstab verzierter Rundbogen öffnet sich zum Kirchenschiff, dessen Dach eingestürzt ist. Die Apsis war ehemals in den gotischen Chor eingebettet. Die Ecken der polygonalen Apsis sind außen durch Dreiviertelsäulen verstärkt, die auf halber Höhe auf weit vorstehenden Strebepfeilern aufliegen. Die Kapitelle der Säulen sind mit Blattdekor verziert und sind durch ein reich skulptiertes Gesims miteinander verbunden. An den Wandflächen sind auf schlanken Säulen ruhende Dreierarkaden, teilweise mit Dreipassbögen, vorgeblendet.

### Kapitelsaal
Drei romanische Rundbogenöffnungen führen zum Kapitelsaal. Auf zwei Kapitellen am Eingang wird die Verkündigung dargestellt. Maria sitzt auf einem Thron, links steht der Erzengel Gabriel und rechts der Evangelist Lukas. Die Szene ist wie die Kämpferplatte mit einem Blattdekor verziert. Auf einem Kapitell ist ein Engel dargestellt, andere Kapitelle weisen Darstellungen von Vögeln, eine Bärenjagd, einen berittenen Kentaur und miteinander kämpfende Steinböcke auf. Die beiden Schiffe des Kapitelsaals sind mit einem gotischen Kreuzrippengewölbe gedeckt, das bei der Renovierung im 14. Jahrhundert anstelle des romanischen Gewölbes eingebaut wurde.

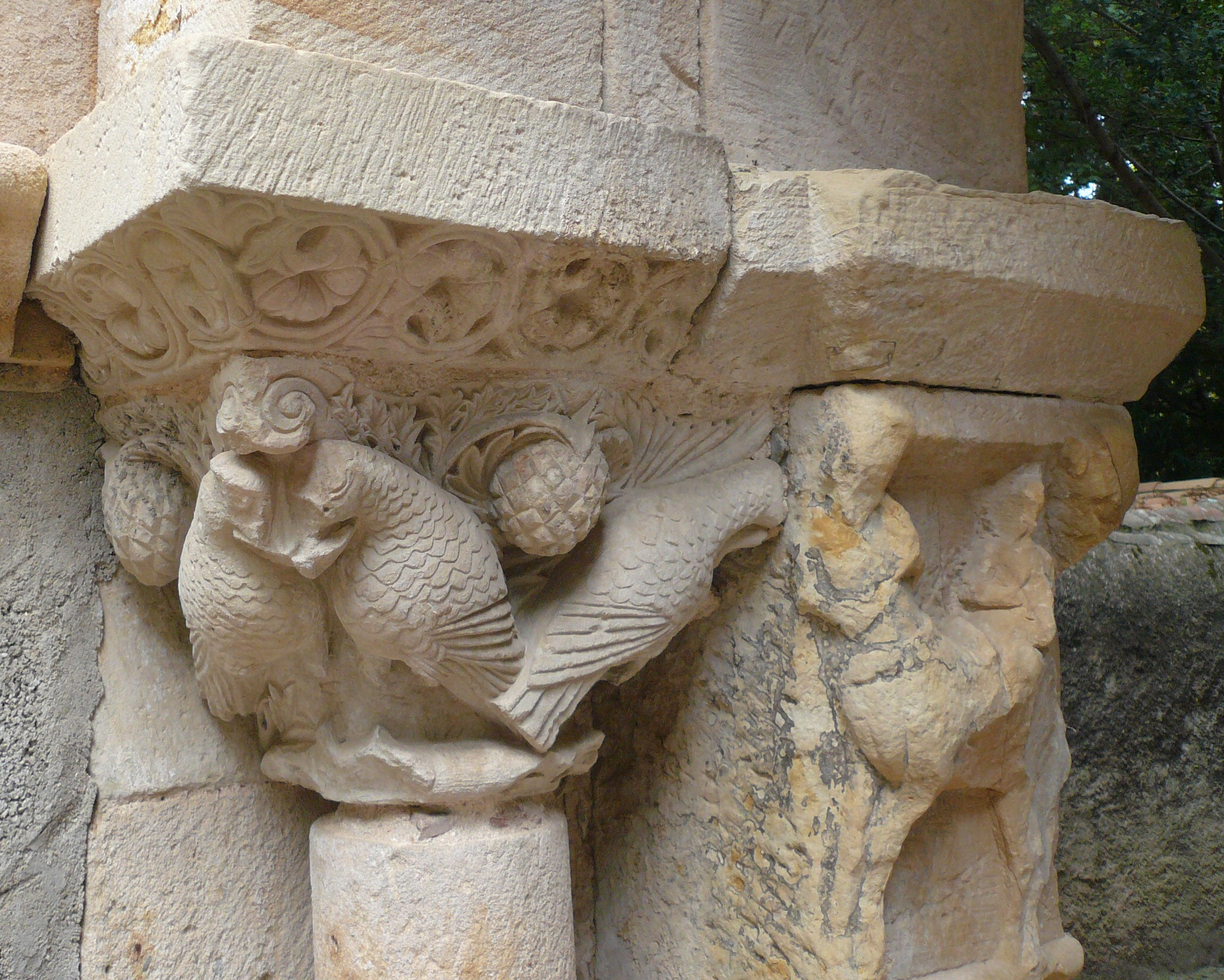
Vögel und Kentaur
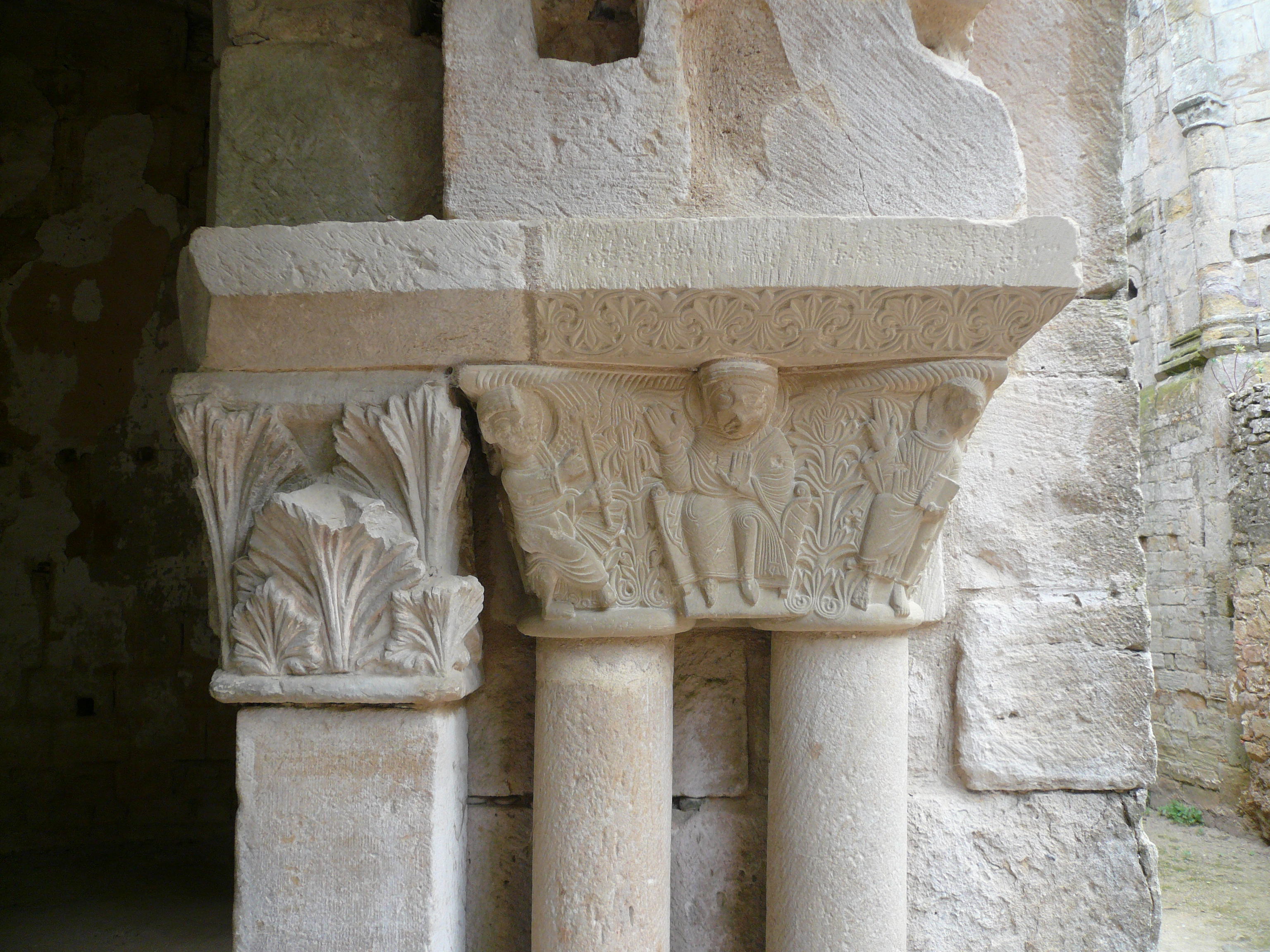
Verkündigung
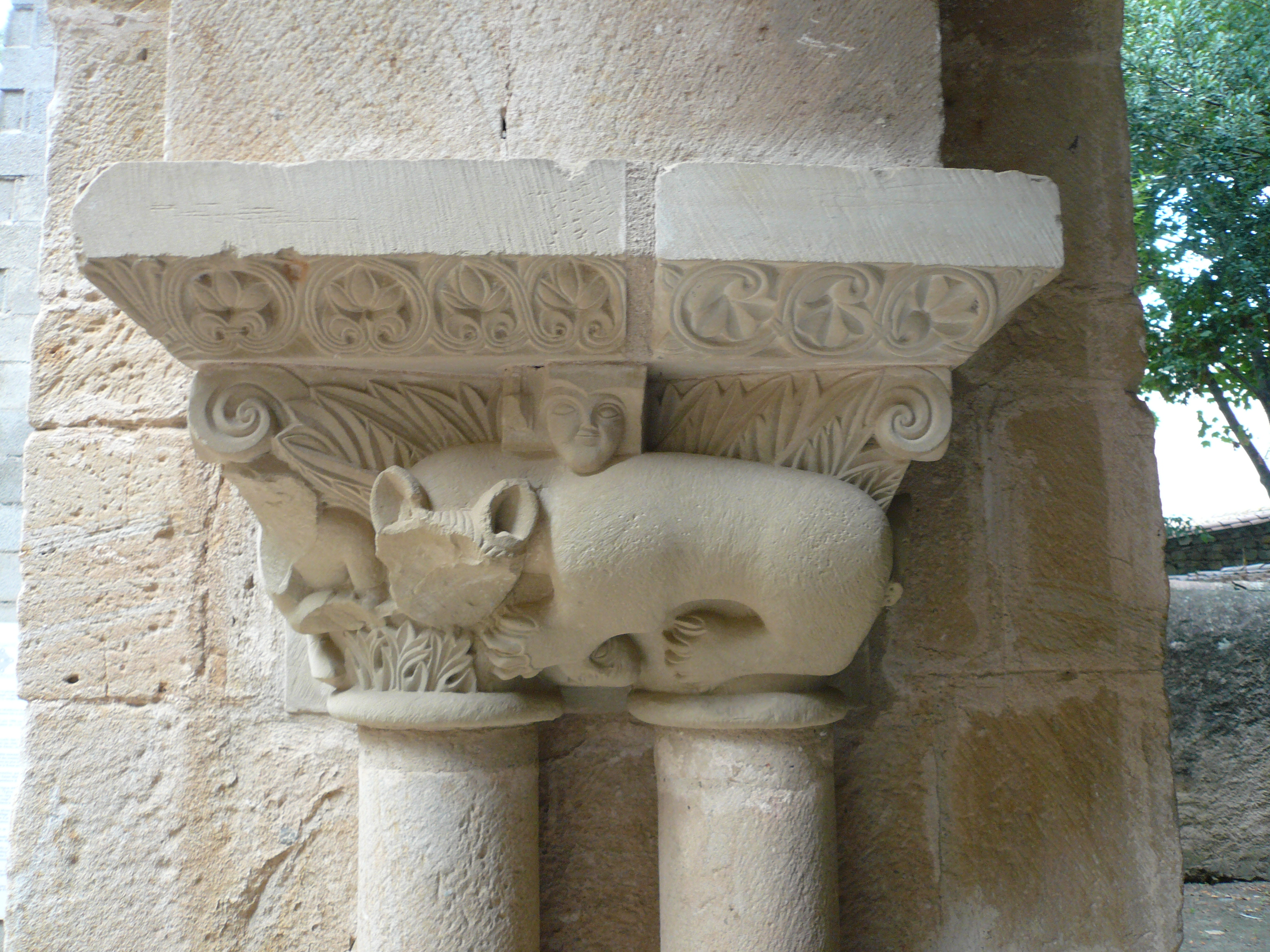
Bärenjagd

## Wandmalereien
In der Kirche wurden Wandmalereien freigelegt, die um 1350 datiert werden. Auf ihnen sind Engel und Heilige dargestellt.